# Hermann Seibel
Hermann Seibel (* 5. September 1903 in Hauenstein, Landkreis Pirmasens; † 5. März 1964 in München) war ein deutscher Politiker (Zentrum, später CDU). Von 1955 bis zu seinem Tod saß er im Landtag von Rheinland-Pfalz.

## Leben
Seibel besuchte ab 1910 die Volksschule und danach das Gymnasium, das er 1921 verließ. Nach dem Besuch der Höheren Handelsschule und dem Abschluss einer kaufmännischen Lehre arbeitete er in der Schuhindustrie. Ab 1932 war er selbständiger Schuhfabrikant.
Seibel war ab 1926 Mitglied des Windthorstbundes und der Zentrumspartei, für die er im Jahre 1933 dem Gemeinderat von Hauenstein angehörte.
Nach dem Zweiten Weltkrieg zählte Seibel 1945/46 zu den Gründungsmitgliedern der CDU der Pfalz, für die er als Hauptrechner fungierte. Von 1947 bis 1964 war er Schatzmeister des CDU-Bezirksverbandes Pfalz.
Ab 1946 war er Mitglied im Kreistag des Landkreises Pirmasens und Mitglied des dortigen Kreisausschusses, 1948 Erster Kreisdeputierter. Von 1950 bis 1955 war er zunächst ehrenamtlicher, danach hauptamtlicher Bürgermeister der Gemeinde Hauenstein. 1952 wurde er zum Vorsitzenden des Gemeindetags Kreis Pirmasens gewählt. Außerdem war er Mitglied im Bezirkstag Pfalz.
Bei den Landtagswahlen 1955, 1959 und 1963 wurde Seibel jeweils in den Rheinland-Pfälzischen Landtag gewählt, dem er bis zu seinem Tode angehörte. Im Landtag war er durchweg Mitglied des Grenzlandausschusses und von 1959 bis 1963 dessen stellvertretender Vorsitzender. Des Weiteren war er von 1955 bis 1963 Mitglied des Wirtschafts- und Wiederaufbauausschusses und von 1959 bis 1963 Mitglied des Hauptausschusses.
Hermann Seibel war verheiratet und hatte sechs Kinder, darunter der Jesuit Wolfgang Seibel (1928–2024).